# HMS Oberon (S09)
Pour les autres navires du même nom, voir HMS Oberon.
Le HMS Oberon (pennant number : S01) est un sous-marin britannique, navire de tête des sous-marins de la classe Oberon de la Royal Navy.

## Conception
La classe Oberon était une suite directe de la classe Porpoise, avec les mêmes dimensions et la même conception externe, mais des mises à jour de l'équipement et des accessoires internes, et une qualité d'acier supérieure utilisée pour la fabrication de la coque pressurisée.
Conçus pour le service britannique, les sous-marins de classe Oberon mesuraient 241 pieds (73 m) de longueur entre perpendiculaires et 295,2 pieds (90 m) de longueur hors-tout, avec un maître-bau de 26,5 pieds (8,1 m) et un tirant d'eau de 18 pieds (5,5 m). Le déplacement standard était de 1 610 tonnes ; à pleine charge, il était de 2 030 tonnes en surface et 2 410 tonnes en immersion. Les machines de propulsion comprenaient 2 générateurs diesel Admiralty Standard Range 16 VTS et deux moteurs électriques de 3000 chevaux-vapeur (2 200 kW), chacun entraînant une hélice tripale de 7 pieds (2,1 m) de diamètre allant jusqu'à 400 tours par minute. La vitesse maximale était de 17 nœuds (31 km/h) en immersion et de 12 nœuds (22 km/h) en surface. Huit tubes lance-torpilles de 21 pouces (533 mm) étaient installés, six tournés vers l'avant, deux vers l'arrière, avec une dotation totale de 24 torpilles. Les bateaux étaient équipés de sonars de type 186 et de type 187 et d'un radar de recherche de surface en bande I. L'effectif standard était de 68 hommes, 6 officiers et 62 marins.

## Engagements
Le HMS Oberon fut construit par l’arsenal de Chatham Dockyard. Sa quille fut posée le 28 novembre 1957 et il fut lancé le 18 juillet 1959. Il fut mis en service dans la Royal Navy le 24 février 1961. L’Oberon coûta 2,43 millions de livres sterling. Il a été la première unité de la classe à installer un caisson plus profond pour loger l’équipement destiné à la formation initiale des équipages de sous-marin nucléaire.
Au début des années 1960, il s’est échoué dans la baie de Rothesay, mais fut rapidement renfloué.
Le Oberon a été mis en vente en 1986. Il a été vendu en 1987 au Seaforth Group pour être revendu en Égypte, mais finalement il a été démantelé à Grimsby en 1991.